# Ideiglenes intézkedés
Az ideiglenes intézkedés olyan eljárási cselekmény, amelyre mind a polgári eljárásjogban, mind a közigazgatási eljárásjogban sor kerülhet. Ideiglenes intézkedésnek csak törvényben meghatározott esetekben van helye. Az esetek jelentős többségében az ideiglenes intézkedéssel egyidejűleg a bíróság a jogtalan cselekmény folytatásának abbahagyására is kötelezi az érintett felet.

## A polgári eljárásban
Az ideiglenes intézkedés a  polgári perben  a bíróság olyan eljárási cselekménye, amelynek révén a jogosult már az ítélethozatalt megelőzően hozzájuthat pernyertessége várható eredményéhez (pl. a gyermek-tartásdíjhoz vagy ingó dolog kiadáshoz).

„Az ideiglenes intézkedés célja, hogy az időmúlás miatt utóbb már el nem hárítható jogsérelem megelőzésére biztosítson azonnali jogvédelmet a kérelmező számára. Figyelemmel arra, hogy a Pp. 156. § (1) bekezdésében meghatározott feltételeknek nem együttesen kell fennállniuk, bármely körülmény fennállása esetén helye van az ideiglenes intézkedés iránti kérelemben foglaltak teljesítésének. A bíróságnak azonban az ideiglenes intézkedés feltételeinek fennállása esetén vizsgálnia kell, hogy az ideiglenes intézkedésből eredő hátrány ne haladja meg az intézkedéssel elérhető előnyöket.
Az ideiglenes intézkedés iránti kérelem elrendelésének feltétele az is, hogy a kérelmezőt közvetlenül fenyegető kár a kérelmezővel ellenérdekű fél jogellenes magatartására legyen visszavezethető.”

Az ideiglenes intézkedésről a polgári perrendtartás 156. § (1) bekezdése rendelkezik: A bíróság kérelemre ideiglenes intézkedéssel elrendelheti a kereseti kérelemben (viszontkeresetben), illetve az ideiglenes intézkedés iránti kérelemben foglaltak teljesítését, ha ez közvetlenül fenyegető kár elhárítása vagy a jogvitára okot adó állapot változatlan fenntartása, illetve a kérelmező különös méltánylást érdemlő jogvédelme érdekében szükséges, és az intézkedéssel okozott hátrány nem haladja meg az intézkedéssel elérhető előnyöket. A bíróság az ideiglenes intézkedés elrendelését biztosítékadáshoz kötheti.
A kérelmet megalapozó tényeket nem kell ugyan bizonyítani, azonban valószínűsíteni kell.

„Ez egy pontosan szabályozott gyorsított bírósági eljárás végeredménye, ami lehetővé teszi, hogy egy jogellenes állapot azonnal megszűnjön. Az intézkedést már akkor is foganatosíthatja a bíróság, ha a jogsértés csak valószínűsíthető. Ha később megalapozatlannak bizonyul az intézkedés, adott esetben meg kell téríteni az okozott kárt. Ideiglenes intézkedést nemcsak a szellemi tulajdon megsértése esetén lehet kérni, leggyakrabban védjegy, mintaoltalom esetleg szabadalom bitorlása vagy annak nyilvánvaló veszélye esetén veszik igénybe.
Ideiglenes intézkedéssel legtöbbször a jogellenes állapot (például más védjegyének jogtalan használatának) megszüntetését rendelik el, de a kérelmező ilyen módon kötelezheti a jogsértő felet a feltételezett jogsértéssel összefüggő adatok szolgáltatására is. Az intézkedés az esetek döntő többségében hatékony, és a bitorlás leállítását követően a jogsértő fél az ellene indított érdemi eljárást gyakran már nem folytatja, egyezséget ajánl vagy fogad el, előfordul, hogy tevékenységét egyszerűen megszünteti, illetve az eljárást más módon véglegesen lezárja és ezzel a bíróságot felesleges munkától tehermentesíti.”

## A közigazgatási eljárásban
Ideiglenes intézkedés megtétele kötelező valamennyi közigazgatási szervnek hatáskörére és illetékességére tekintet nélkül, amennyiben a szerv megállapítja, hogy intézkedés nélkül a késedelem elháríthatatlan kárral vagy veszéllyel járna. Az ideiglenes intézkedésről az illetékes szervet haladéktalanul értesíteni kell.

### Története
A közigazgatási eljárást Magyarországon – az általános szabályok tekintetében – kódex szabályozza: a közigazgatási hatósági eljárás és szolgáltatás szabályairól szóló 2004. évi CXL. törvény.(Elődje az 1981. évi I. törvénnyel módosított és egységes szerkezetbe foglalt 1957. évi IV. törvény az államigazgatási eljárás szabályairól

### A hatályos szabályozás
A közigazgatási hatósági eljárás általános szabályait 2018. január 1. napjától az általános közigazgatási rendtartásról szóló 2016. évi CL. törvény (Ákr.) szabályozza, amely mellett és számos területen tartalmaznak jogszabályok kiegészítő eljárási szabályokat is.

„A hatóság hivatalból köteles megtenni azt az ideiglenes intézkedést, amelynek hiányában a késedelem elháríthatatlan kárral, veszéllyel vagy a személyiségi jogok elháríthatatlan sérelmével járna. Ezt a hatáskörére és az illetékességére tekintet nélkül köteles megtenni, ugyanakkor haladéktalanul értesíti a megtett intézkedésről az illetékes hatóságot.
A hatóság a hivatalból megtett ideiglenes intézkedéséről szóló végzését közli az ügyféllel, valamint az illetékes hatósággal, amely az ideiglenes intézkedés szükségességét felülvizsgálja, és szükség esetén intézkedik. Fontos kitétel, hogy az ideiglenes intézkedés felülvizsgálatánál nem érvényesül a jóhiszeműen szerzett és gyakorolt jogok védelme.”

A 2018. január 1-jén hatályba lépett 2016. évi CL. törvény törvény (Ákr.) a következőket rendeli az ideiglenes intézkedésről:
A hatóság - tekintet nélkül a hatáskörére és az illetékességére - hivatalból köteles megtenni azt az ideiglenes intézkedést, amelynek hiányában a késedelem elháríthatatlan kárral, veszéllyel vagy a személyiségi jogok elháríthatatlan sérelmével járna. A hatóság haladéktalanul értesíti a megtett intézkedésről az illetékes hatóságot. A hatóság a hivatalból megtett ideiglenes intézkedéséről szóló végzését közli az ügyféllel, valamint az illetékes hatósággal, amely az ideiglenes intézkedés szükségességét felülvizsgálja, és szükség esetén intézkedik. Az ideiglenes intézkedés felülvizsgálatánál nem érvényesül a jóhiszeműen szerzett és gyakorolt jogok védelme.

## Külső hivatkozások
- https://web.archive.org/web/20081225034004/http://kvt99.lib.uni-miskolc.hu:8080/servlet/eleMEK.server.fs.DocReader?id=240&file=de_1373.pdf
- Archiválva 2008. április 6-i dátummal a Wayback Machine-ben az előzetes korlátozás